# Grand Prix moto d'Europe
Pour les articles homonymes, voir Grand Prix d'Europe.
Le Grand Prix moto d'Europe est une épreuve de compétition de vitesse moto faisant partie du championnat du monde de vitesse moto de 1991 à 1995, et en 2020
Compte tenu de la situation politique de la Yougoslavie, le Grand Prix de Yougoslavie est annulé en 1991 et est remplacé par ce Grand Prix.
En 1996, ce Grand Prix est remplacé par le Grand Prix de Catalogne.
En 2020, la course est ajoutée au calendrier en raison de la pandémie de Covid-19, le Grand Prix se déroule sur le Circuit de Valence Ricardo Tormo.

## Les différents circuits utilisés

Circuito Permanente Del Jarama (1991)
Circuit de Catalogne (1992-1995)
Circuit de Valence Ricardo Tormo (2020)

## Vainqueurs du Grand Prix moto d'Europe
| Saison    | Circuit   | 125 cm3                 | 250 cm3               | 500 cm3                | Résultats |
| --------- | --------- | ----------------------- | --------------------- | ---------------------- | --------- |
| 1991      | Jarama    | Loris Capirossi (Honda) | Luca Cadalora (Honda) | Wayne Rainey (Yamaha)  | Résultats |
| 1992      | Catalunya | Ezio Gianola (Honda)    | Luca Cadalora (Honda) | Wayne Rainey (Yamaha)  | Résultats |
| 1993      | Catalunya | Noboru Ueda (Honda)     | Max Biaggi (Honda)    | Wayne Rainey (Yamaha)  | Résultats |
| 1994      | Catalunya | Dirk Raudies (Honda)    | Max Biaggi (Aprilia)  | Luca Cadalora (Yamaha) | Résultats |
| 1995      | Catalunya | Haruchika Aoki (Honda)  | Max Biaggi (Aprilia)  | Àlex Crivillé (Honda)  | Résultats |
| 1996-2019 | Non couru | Non couru               | Non couru             | Non couru              | Non couru |

| Saison | Circuit | Moto3                | Moto2                   | MotoGP            | Rapport   |
| ------ | ------- | -------------------- | ----------------------- | ----------------- | --------- |
| 2020   | Valence | Raúl Fernández (KTM) | Marco Bezzecchi (Kalex) | Joan Mir (Suzuki) | Résultats |

(nota bene: le français Louis Jeannin le remporte aussi avant-guerre à Rome, en 350cm3 Jonghi durant l'année 1932)